# Gare de Callenelle
La gare de Callenelle est une gare ferroviaire belge de la ligne 78, de Saint-Ghislain à Tournai, située à Callenelle sur le territoire de la commune de Péruwelz dans la province de Hainaut en région wallonne.
Elle est mise en service en 1870 par la Société générale d'exploitation de chemins de fer (et rapidement reprise par l'État belge). C'est une halte voyageurs de la Société nationale des chemins de fer belges (SNCB) desservie par des trains d’Heure de pointe (P).

## Situation ferroviaire
Établie à 34 mètres d'altitude, la gare de Callenelle est située au point kilométrique (PK) 25,412 de la ligne 78, de Saint-Ghislain à Tournai, entre les gares ouvertes de Péruwelz et de Maubray.

## Histoire

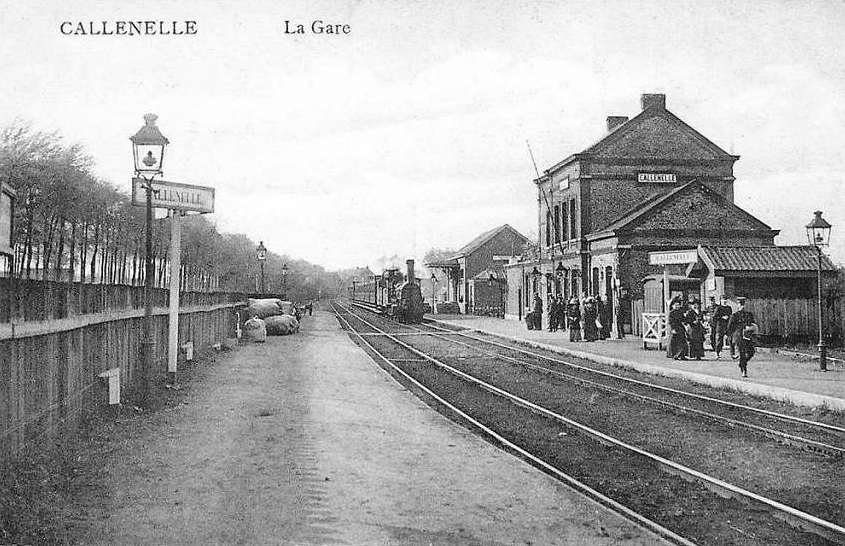
Voies, quais et arrivée d'un train dans les années 1900.

La « station de Callenelle » est mise en service le 15 février 1870 par la Société générale d'exploitation de chemins de fer, lorsque sa filiale, la Compagnie des bassins houillers du Hainaut, ouvre à l'exploitation la section de Péruwelz à Tournai de la ligne de Saint-Ghislain à Tournai. Dans un premier temps, la gare est ouverte uniquement au service des marchandises, l'ouverture aux voyageurs étant effective le 3 mai 1870. Dès le 25 avril 1870 l'administration des chemins de fer de l'État belge rachète la ligne ; l'administration fera agrandir le bâtiment de la gare en 1878.
Au début des années 1980, le guichet est fermé et la gare devient un « point d'arrêt non surveillé ». En 1993 la desserte est limitée aux trains d’heure de pointe (P) et en 1994 Callenelle n'est plus desservie le week-end.

## Service des voyageurs

### Accueil
Halte SNCB, est un point d'arrêt non géré (PANG) à accès libre. Elle dispose de deux quais de 201 m, voie 1 et voie 2, avec abris.
La traversée des voies et le passage d'un quai à l'autre s'effectuent par des escaliers et la rue de Flines sous le pont rail.

### Desserte
Callenelle fait partie des gares ayant la particularité d'être exclusivement desservie par des trains d'Heure de pointe (P) de la SNCB à des horaires non-cadencés Heure de pointe (P), qui effectuent des missions sur la ligne 78 (Mons - Tournai - Lille-Flandres) (voir brochure SNCB).
En semaine, la gare est desservie par deux aller-retour Tournai - Mons, le matin ; un autre en milieu de journée et une troisième paire l'après-midi suivie par deux trains P Ath - Tournai.
Les week-ends et jours fériés, aucun train ne s'arrête à Callenelle.

### Intermodalité
Un parc pour les vélos y est aménagé, le stationnement des véhicules est difficile à proximité immédiate.

## Comptage voyageurs
Le graphique et le tableau montrent le nombre de passagers qui en moyenne embarquent durant la semaine, le samedi et le dimanche.
| Nombre de voyageurs qui embarquent à la gare de Callenelle | Nombre de voyageurs qui embarquent à la gare de Callenelle | Nombre de voyageurs qui embarquent à la gare de Callenelle | Nombre de voyageurs qui embarquent à la gare de Callenelle |
|                                                            | Semaine                                                    | Samedi                                                     | Dimanche                                                   |
| ---------------------------------------------------------- | ---------------------------------------------------------- | ---------------------------------------------------------- | ---------------------------------------------------------- |
| 1977                                                       | 167                                                        | 27                                                         | 18                                                         |
| 1978                                                       | 169                                                        | 37                                                         | 22                                                         |
| 1979                                                       | 140                                                        | 44                                                         | 30                                                         |
| 1980                                                       | -                                                          | -                                                          | -                                                          |
| 1981                                                       | 120                                                        | 16                                                         | 10                                                         |
| 1982                                                       | 134                                                        | 25                                                         | 35                                                         |
| 1983                                                       | 151                                                        | 40                                                         | 31                                                         |
| 1984                                                       | 61                                                         | -                                                          | -                                                          |
| 1985                                                       | 53                                                         | -                                                          | -                                                          |
| 1986                                                       | 55                                                         | -                                                          | -                                                          |
| 1987                                                       | 64                                                         | -                                                          | -                                                          |
| 1988                                                       | 56                                                         | -                                                          | -                                                          |
| 1989                                                       | 39                                                         | -                                                          | -                                                          |
| 1990                                                       | 25                                                         | -                                                          | -                                                          |
| 1991                                                       | 48                                                         | -                                                          | -                                                          |
| 1992                                                       | 44                                                         | -                                                          | -                                                          |
| 1993                                                       | 40                                                         | -                                                          | -                                                          |
| 1994                                                       | 38                                                         | -                                                          | -                                                          |
| 1995                                                       | 20                                                         | -                                                          | -                                                          |
| 1996                                                       | 31                                                         | -                                                          | -                                                          |
| 1997                                                       | 27                                                         | -                                                          | -                                                          |
| 1998                                                       | 32                                                         | -                                                          | -                                                          |
| 1999                                                       | 39                                                         | -                                                          | -                                                          |
| 2000                                                       | 25                                                         | -                                                          | -                                                          |
| 2001                                                       | 23                                                         | -                                                          | -                                                          |
| 2002                                                       | 29                                                         | -                                                          | -                                                          |
| 2003                                                       | 29                                                         | -                                                          | -                                                          |
| 2004                                                       | 32                                                         | -                                                          | -                                                          |
| 2005                                                       | 41                                                         | -                                                          | -                                                          |
| 2006                                                       | 39                                                         | -                                                          | -                                                          |
| 2007                                                       | 35                                                         | -                                                          | -                                                          |
| 2008                                                       | -                                                          | -                                                          | -                                                          |
| 2009                                                       | 32                                                         | -                                                          | -                                                          |
| 2010                                                       | -                                                          | -                                                          | -                                                          |
| 2011                                                       | -                                                          | -                                                          | -                                                          |
| 2012                                                       | 24                                                         | -                                                          | -                                                          |
| 2013                                                       | 13                                                         | -                                                          | -                                                          |
| 2014                                                       | 24                                                         | -                                                          | -                                                          |
| 2015                                                       | 26                                                         | -                                                          | -                                                          |
| 2016                                                       | 18                                                         | -                                                          | -                                                          |
| 2017                                                       | 13                                                         | -                                                          | -                                                          |
| 2018                                                       | 20                                                         | -                                                          | -                                                          |
| 2019                                                       | 12                                                         | -                                                          | -                                                          |
| 2020                                                       | 13                                                         | -                                                          | -                                                          |
| 2021                                                       | -                                                          | -                                                          | -                                                          |
| 2022                                                       | 11                                                         | -                                                          | -                                                          |
| 2023                                                       | 28                                                         | -                                                          | -                                                          |
| 2024                                                       | 19                                                         | -                                                          | -                                                          |

## Architecture
La Compagnie des chemins de fer des bassins houillers du Hainaut construit à Calenelle, vers 1870, un bâtiment du même type que ceux des gares d'Antoing et Vaulx et il est possible que le premier bâtiment de la gare de Péruwelz était de ce plan-type.
Ces bâtiments, aux dimensions modestes, ont une disposition proche de celle de la première gare de Renaix qui consiste en un corps central de trois travées sous bâtière encadré par deux ailes basses d’une travée sous bâtière. Elles sont construites en briques irrégulières avec des pilastres, larmiers, encadrements de portes et fenêtres, une frise et de nombreux bandeaux décoratifs qui sont tous réalisés en brique.
Celui de Callenelle comme celui de Vaux, est agrandi avec d'une part une aile basse allongée d'une travée et de l’autre côté, l’autre aile basse portée à deux étages, fusionnée avec le corps central et additionnée d'une aile basse à toit plat de plusieurs travées. Il est détruit avec de la fermeture du guichet en 1980.